# Vaals (gemeente)

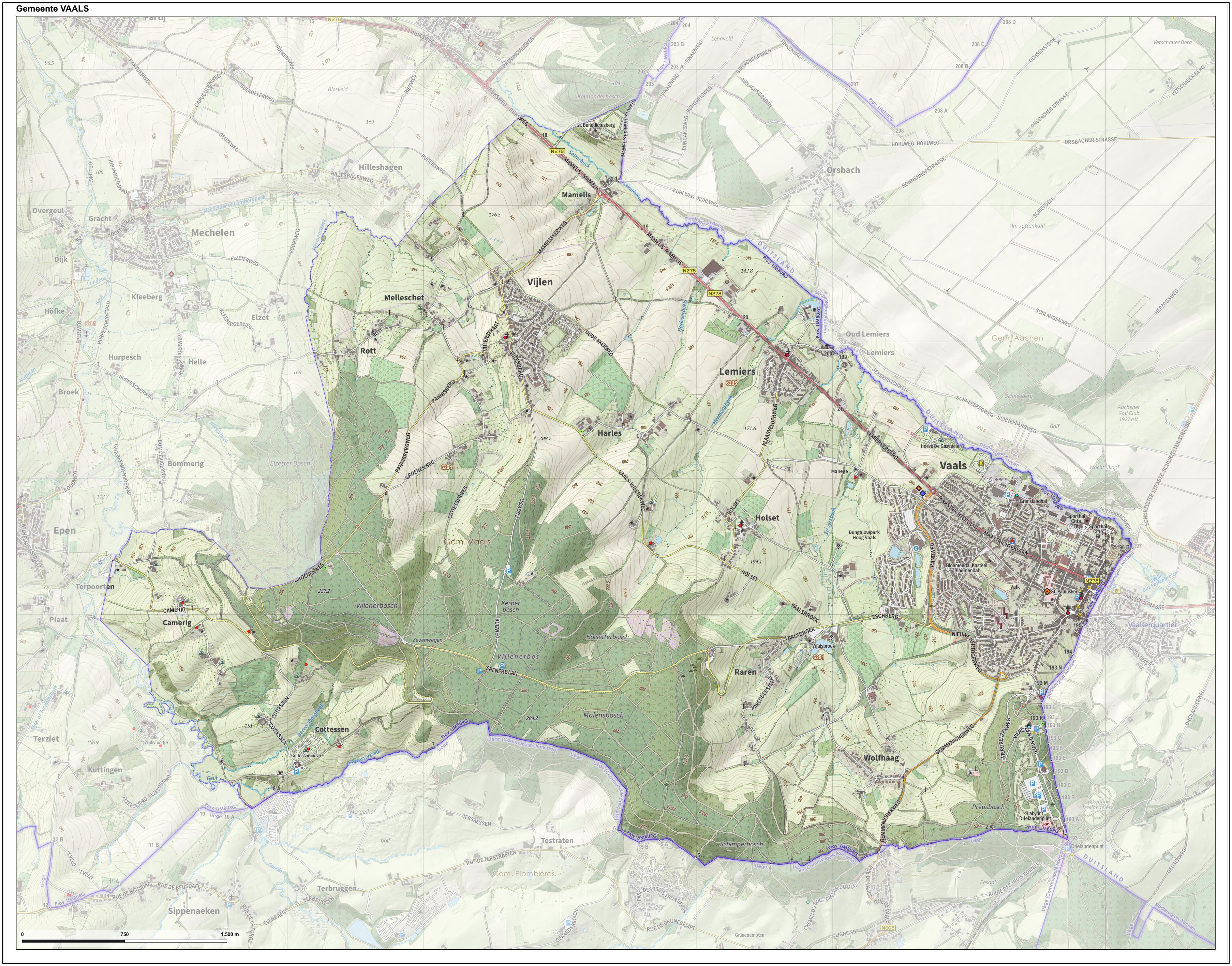
Topografische gemeentekaart van gem. Vaals, september 2022

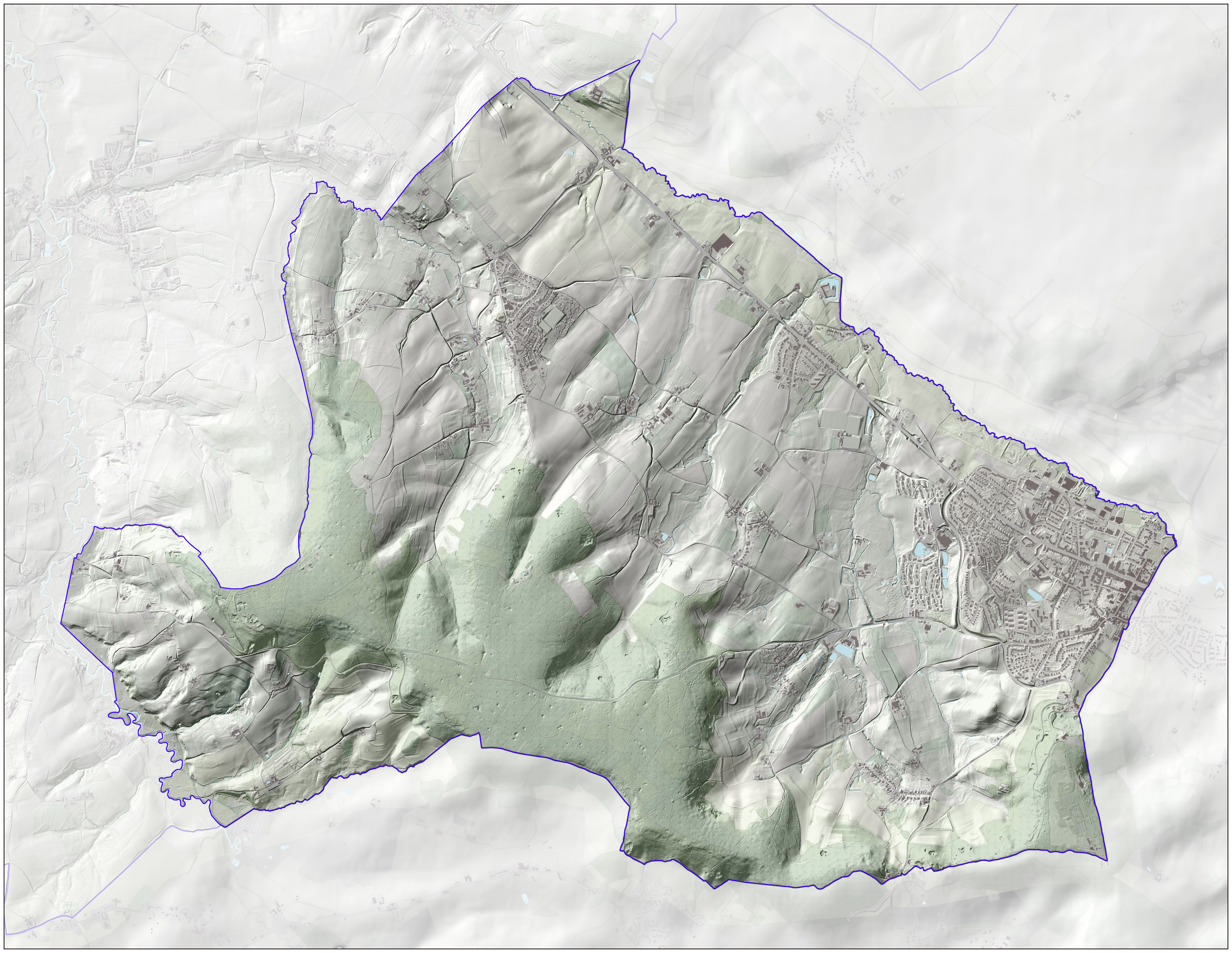
Reliëfbeeld van de gemeente Vaals

Vaals (uitspraakⓘ) (Limburgs: Vols) is een gemeente in het zuidoosten van de Nederlandse provincie Limburg. De hoofdplaats is het gelijknamige dorp Vaals. De gemeente heeft een oppervlakte van 23,90 km² en een inwonertal van 10.121 (22 november 2024, bron: CBS). 
Vaals is de gemeente met het hoogste percentage inwoners met een westerse migratieachtergrond, op 1 januari 2020 had 46,8% van de inwoners een westerse migratieachtergrond. Omdat Vaals een buurgemeente is van het Duitse Aken, heeft in totaal 35,7% (1 januari 2020) van de inwoners een Duitse migratieachtergrond.

## Geografie

### Geologie, landschap
Zo'n twee miljoen jaar geleden was het gebied rondom Vaals relatief vlak. Het stroomgebied van de Maas verliep toen langs de lijn Eijsden, Epen en Vijlen richting het noordoosten. Hierin kwam verandering doordat het Ardennengebied omhoog kwam. Ook Vaals en omstreken stegen ten opzichte van de Maasvallei. Hierdoor verschoof de Maas richting Maastricht. De vele zijrivieren en beekjes slepen hun eigen dalen in het gebied, waaraan het Heuvelland zijn huidige vorm te danken heeft.
Vaals is gelegen op de rand van een lang geleden uitgebluste vulkaan. Aken ligt in de krater, reden dat daar thermale bronnen aanwezig zijn. Onder Vaals en omgeving bevindt zich het zogenaamde Vaalser Groenzand. Dit is een afzetting van een vroegere zee, bestaande uit glauconiet- en kleihoudend zand die zo compact zijn, dat het grondwater niet kan wegzinken of bovenkomen. Op plaatsen, waar deze laag wordt onderbroken, ontstaan bronnen. Deze bronnen voeden de Zieversbeek en de Selzerbeek. Andere beken in de gemeente zijn de Hermansbeek, Harleserbeek, Lombergbeek, Hermensbeek, Berversbergbeek en de Cottesserbeek.
Het dorp Vaals ligt in het dal tussen de Sneeuwberg in het noorden en de Vaalserberg in het zuiden. De Sneeuwberg (Duits: Schneeberg) dankt zijn naam aan de kalkgrond welke in de zomer een opvallend lichte kleur heeft in vergelijking met de omringende gronden. Ook de meeste andere kernen in de gemeente liggen in het dal. Een uitzondering vormt Vijlen, dat zich het hoogstgelegen dorp van Nederland mag noemen. In de gemeente Vaals ligt het hoogste punt (van het vasteland) van Nederland, de Vaalserberg (vroeger Hubertusberg). De top van de Vaalserberg, waar zich ook het Drielandenpunt bevindt, ligt op 322,4 meter NAP.

### Geografische ligging
Vaals ligt direct aan de rijksgrens van Nederland, ten westen van Aken. Vaals is bijna vastgegroeid aan de Duitse stad en kan gezien worden als een voorstad van Aken. Ten zuiden van Vaals, in België, ligt het dorp Gemmenich dat tot de Waalse gemeente Blieberg (Frans: Plombières) behoort. De gemeente Vaals behoort met Sittard-Geleen, Echt-Susteren en Gulpen-Wittem tot de vier Nederlandse gemeenten die zowel aan Duitsland als aan België grenzen. De vooruitgeschoven, perifere ligging van Vaals – en Zuid-Limburg in het algemeen – wordt gesymboliseerd met de term "balkon van Europa".
| Aangrenzende gemeenten | Aangrenzende gemeenten | Aangrenzende gemeenten | Aangrenzende gemeenten | Aangrenzende gemeenten |
| ---------------------- | ---------------------- | ---------------------- | ---------------------- | ---------------------- |
| Gulpen-Wittem          |                        |                        |                        | Aken (D)               |
|                        |                        |                        |                        |                        |
|                        |                        |                        |                        |                        |
|                        |                        |                        |                        |                        |
|                        |                        | Blieberg (B)           |                        | Kelmis (B)             |

### Demografie
De gemeente Vaals heeft ongeveer 10.000 inwoners, een getal dat al enige jaren dalende is door een laag geboortecijfer, gecombineerd met een hoog sterftecijfer en een negatief migratiesaldo. Hierdoor kampt de gemeente met een toenemend aantal problemen, samenhangend met vergrijzing en bevolkingskrimp. Tussen 1999 en 2009 was Vaals zelfs de gemeente met de grootste procentuele krimp in Nederland (ruim 10 %).
In de gemeente Vaals liggen vier kerkdorpen, waarvan het aantal inwoners op 1 januari 2005 (1 januari 2023 voor Vaals, Vijlen en Lemiers) bedroeg:
Naast deze vier kernen bevinden zich in de gemeente negen gehuchten en buurtschappen, die alle minder dan 200 inwoners hebben: Camerig, Cottessen, Harles, Mamelis, Melleschet, Raren, Rott en Wolfhaag.
Als gevolg van het feit dat Vaals een buurgemeente is van het Duitse Aken, heeft 26% van de inwoners van Vaals de Duitse nationaliteit.

## Geschiedenis

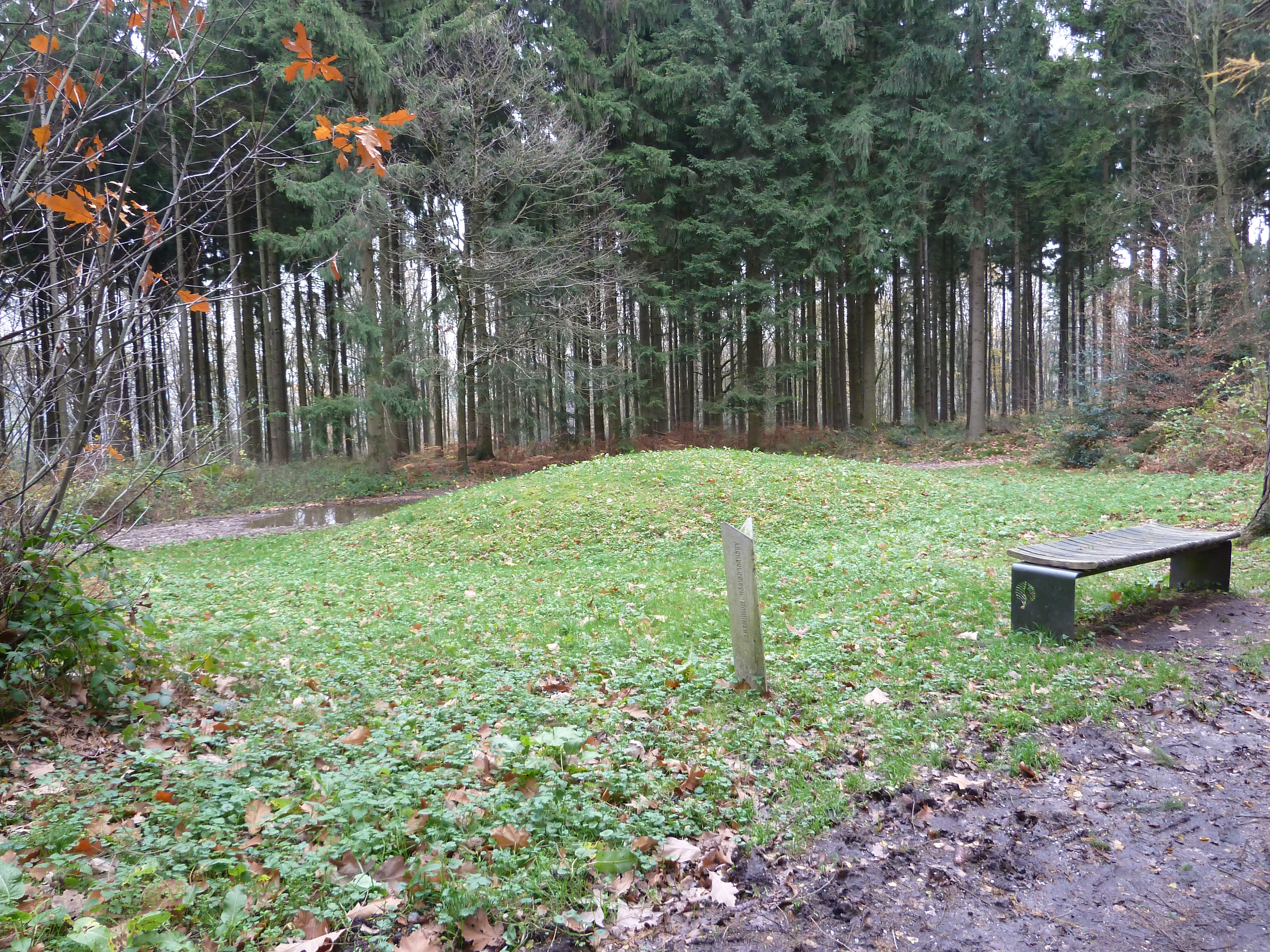
Een van de grafheuvels in het Vijlenerbos

Het grondgebied van de gemeente Vaals is al heel lang bewoond. In de Vijlenerbossen zijn ca. 7000 jaar oude grafheuvels gevonden uit de tijd van de Bandkeramische cultuur (zie Grafheuvels Vijlenerbos). Bij Lemiers zijn de resten van een Romeinse villa opgegraven (zie Romeinse villa Lemiers).
Vaals wordt voor het eerst in de schriftelijke bronnen genoemd in 1041. De plaats heette destijds Vals of Vallis, wat dal of vallei betekent. De naam komt voor in een akte waarin keizer Hendrik III goederen in Holset, Lemiers, Vijlen en Mamelis schonk aan het Sint-Adelbertstift in Aken. Om deze landerijen te onderscheiden van andere bezittingen in Aken, werd gesproken van de landerijen "op de berg" (Laurensberg?) en "in het dal" (in Vallis). In die tijd lag het centrum van de huidige gemeente Vaals niet in de plaats Vaals, maar in het dorpje Holset, waar tevens de hoge rechtbank gevestigd was. Van de lagere rechtbanken in Vaalsbroek, Vijlen en Einrade kon men in Holset in hoger beroep gaan.
Vaals was gelegen aan de van oorsprong Romeinse heerbaan van Aken naar Maastricht en de eveneens zeer oude weg van Rolduc naar Moresnet. In de middeleeuwen lag Vaals in het Land van 's-Hertogenrade, dat bestuurd werd vanuit de Burcht Rode in Herzogenrath. Later ging het, samen met het hertogdom Limburg, het graafschap Dalhem en het Land van Valkenburg deel uitmaken van de Landen van Overmaas van het hertogdom Brabant, dat nog weer later onderdeel werd van de Bourgondische Nederlanden. In het oosten grensde Vaals aan het Rijk van Aken, waar de landsgrenzen werden gemarkeerd door middel van grensstenen en een landweer (of landgraaf).
In de strijd tegen de Spanjaarden trokken de troepen van Willem van Oranje in 1568 door Vaals en plunderden de dorpskerk. Ook na de Vrede van Münster bleef de staatkundige positie van Vaals nog enige tijd onduidelijk. Bij het Partagetraktaat van 1661 werd Vaals aan de Republiek der Zeven Verenigde Provinciën toegewezen. Het werd bestuurd als deel van de Generaliteitslanden. Door het ontwikkelen van een Staatse machtsbasis in de regio werd de kiem gelegd voor de latere indeling van Zuid-Limburg bij Nederland.

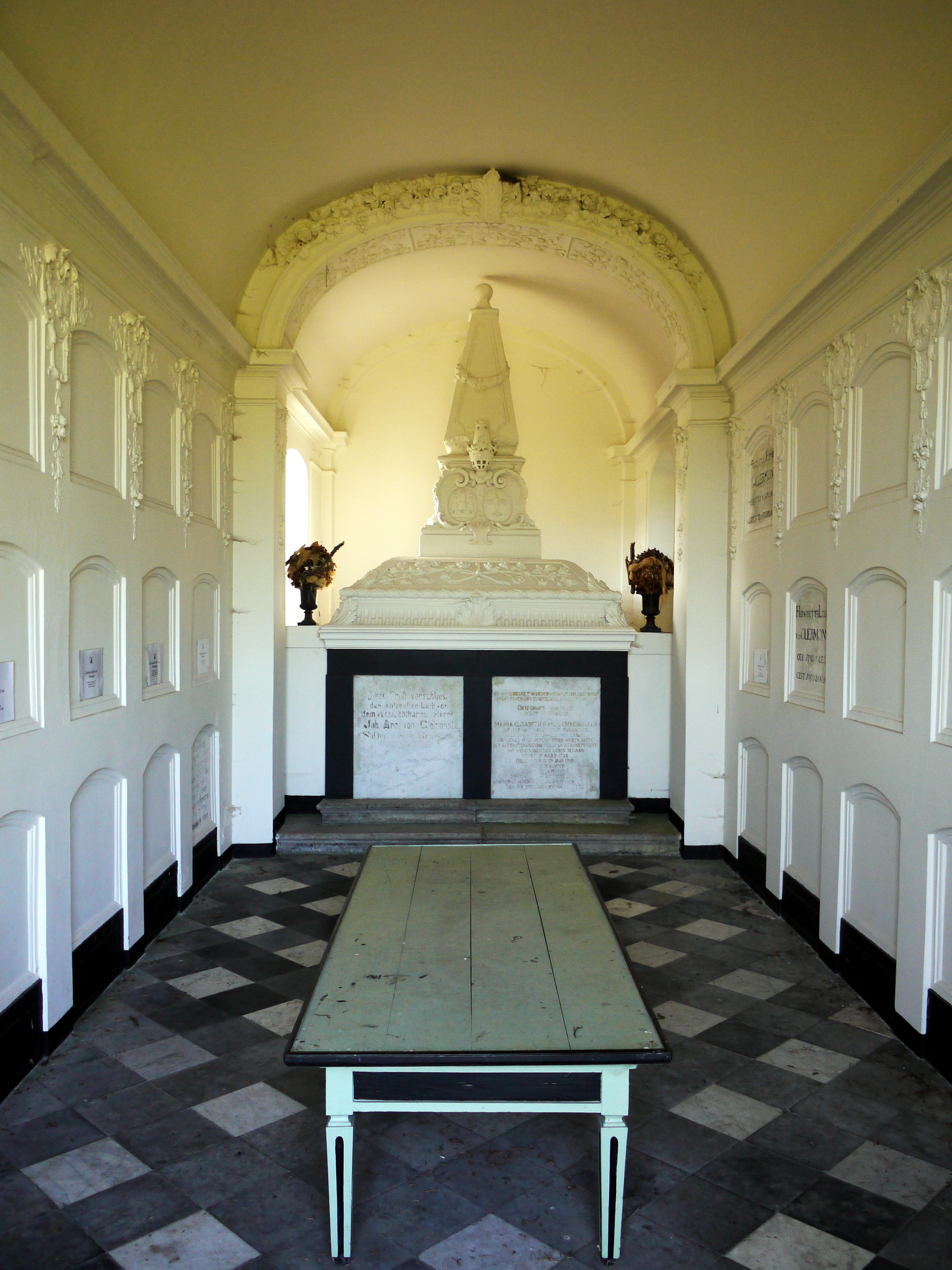
Interieur van het Mausoleum van de familie Von Clermont op het landgoed Vaalsbroek

In de 18e eeuw vestigden zich gegoede burgers uit Aken in Vaals, vaak vanwege de relatieve godsdienstvrijheid die ze als gereformeerden of Lutheranen genoten in het Staatse Vaals. De inwijkelingen zorgden ervoor dat in Vaals de textielindustrie tot bloei kwam en het een welvarende industrieplaats werd. Een van deze fabrikanten was Johann Arnold von Clermont, die zich in 1761 vanuit Aken hier vestigde en er een lakenfabriek oprichtte met afnemers in Pruisen, Oostenrijk, Frankrijk, Polen en Rusland. Een groot aantal monumentale gebouwen in Vaals dateert uit deze tijd.
In 1803 bezocht Napoleon Bonaparte met zijn gemalin Joséphine de Beauharnais Vaals en omstreken en bracht de nacht door in het buitenverblijf Kasteel Bloemendal van de familie Von Clermont. Tijdens het Congres van Wenen in 1813 werd Aken (en het Duitse Rijnland) bij Pruisen ingedeeld, en Vaals (met een deel van Limburg) bij het Verenigd Koninkrijk der Nederlanden. Officieus werd Vaals pas in 1815 door toenmalig gouverneur Sack in bezit genomen. Vaals moest zich vanaf dat moment op 'Holland' gaan oriënteren en voortaan alle ambtelijke correspondentie in het Nederlands voeren.

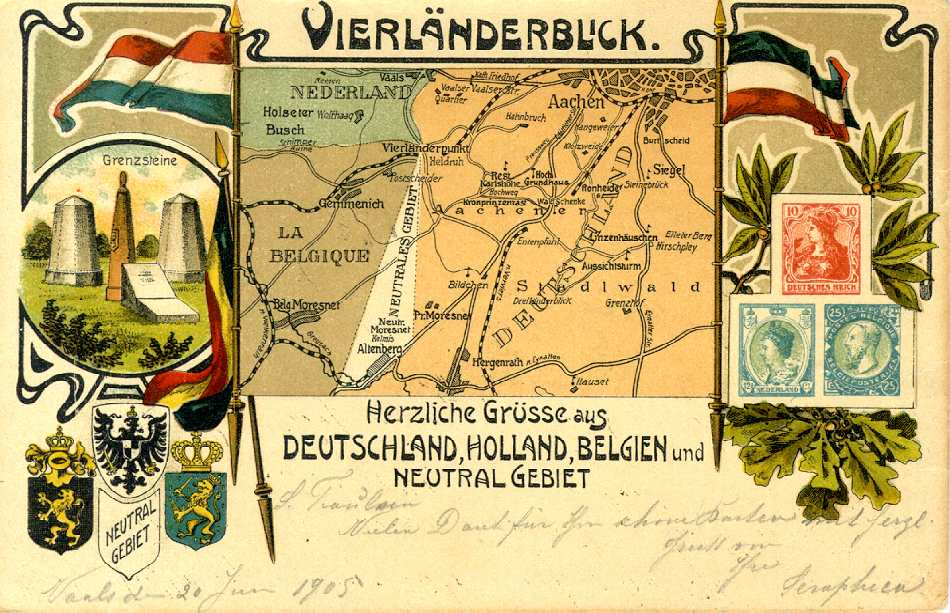
Het Vierlandenpunt op een oude ansichtkaart

Na de onafhankelijkheidsverklaring van België in 1830, behoorde Vaals van 1830 tot 1839 officieel bij het koninkrijk België. Van 1839 tot 1919 was er in het Vaalser Preusbos sprake van een viergrenzenpunt met de grenzen van Pruisen, Nederland, België en Neutraal Moresnet. Hoewel zo genoemd, was er geen echt vierlandenpunt, omdat Neutraal Moresnet geen staat was. In Vaals herinnert de straatnaam Viergrenzenweg aan deze merkwaardige situatie. Nadat Duitsland de Eerste Wereldoorlog verloor, kwam in 1919 Neutraal Moresnet bij het koninkrijk België, zodat het 'vierlandenpunt' een drielandenpunt werd. Bij het officiële staatkundige drielandenpunt werden omstreeks deze tijd in het belang van het toerisme de grenzen tussen België, Duitsland en Nederland visueel herkenbaar gemaakt (zie Drielandenpunt Vaals).
Door toenemende concurrentie en door politieke afsluiting van het Duitse en Belgische achterland liep de industrie vanaf 1840 sterk terug in Vaals. Van een welvarende industrieplaats werd Vaals in die jaren meer een ontspanningsoord voor Akenaren, dat enigszins berucht werd door de vele speelbanken. Er werd gesproken van het "Vaalser Paradies". Na een felle discussie in de gemeenteraad werd het kansspel in 1907 verboden en moesten de casino's sluiten. Om de industrie en het toerisme weer op gang te brengen, werd in 1922 het eerste traject van de tramlijn Maastricht-Vaals geopend tussen Wijlre en Vaals. In 1924 werd deze doorgetrokken naar Maastricht.
Voor en tijdens de Tweede Wereldoorlog waren de grenzen dicht en raakte Vaals door zijn ligging geïsoleerd. Na de oorlog bloeide de handel weer op. Duitsers kwamen in deze periode veelvuldig naar Vaals om te winkelen, de zogenaamde "Butterfahrten". Ook de smokkelhandel over de grenzen van en naar België en Duitsland was tientallen jaren lang lucratief. Vaalsenaren werden ook wel Grensülle ("grensuilen") genoemd. Dit omdat men net als uilen 's nachts op pad ging om zijn kostje te vergaren met smokkelen.
Veel Vaalsenaren vonden in de naoorlogse periode werk in Aken en omgeving. Vandaag de dag is Vaals een typische forensengemeente, die zowel economisch als cultureel sterk verbonden is met de naburige Domstad.

## Taal
Het dialect van het dorp Vaals, het zogenaamde Völser plat, behoort tot de dialecten die het sterkst van het Standaardnederlands afwijken. Omdat een groot deel van de gemeente Vaals ten zuiden van de Benrather linie ligt, gaat het hier in feite om een Middelduits dialect. Het Vaalser dialect wordt, samen met onder meer het Akens en het Keuls, door taalkundigen ingedeeld bij de Ripuarische streektalen en is in feite dus ook geen Limburgs (hoewel men dat lokaal wel zo voelt). Andere dialecten in Nederlands-Limburg die tot deze taalvariant behoren zijn het Lemiers, het Simpelvelds, het Bocholts en het Kerkraads. Deze dialecten zijn alle nauw verwant aan het Duits. Het is verklaarbaar omdat in Zuidoost-Limburg het Hoogduits eeuwenlang, tot aan de Tweede Wereldoorlog, de rol van cultuurtaal had.
Opvallende verschillen met andere Limburgse dialecten zijn de vervanging van -k door -ch, t- door ts- en, zeer kenmerkend, de verandering van g- in j-. Een voorbeeldstukje in Völser plat: "Ut oppervlak bedriesjt 23.9 vierkante kilometer. I Vols bevinge ziesj versjiedene dele zowie doa zunt: d'r Blommedaal en 't Kirresjdaal (Van Clermontplein). Op de letste plaatsj entsjpringet vruier 'n baach, nämlisj de Gau. Binne de jrenze van de jemingde Vols liet d'r Völserberresj, dat is 'ne hüjel daeë 322 meter hoëg is ('t hoeëgste punt va Nederland) en woa ooch drei länder tsezame komme. Nämliesj 't Belsj, Duutsjland en natuurlisj 't Hollendsj".
Niet alle dialecten binnen de gemeente Vaals behoren tot de Ripuarische dialectengroep. Het dorp Vijlen ligt net ten westen van de Benrather linie. Om die reden wordt het Vijlens gerekend tot de Limburgse dialecten, weliswaar met sterke invloed van het Ripuarisch. Zie Zuidoost-Limburgs en Oost-Limburgs-Ripuarisch.
Hoewel het Nederlands al sinds 1814 de officiële taal is in Vaals, nam het Duits lange tijd een voorname positie in. Tot de Eerste Wereldoorlog werd er in de Vaalser kerken Duits gesproken en las men voornamelijk Duitstalige kranten. Door de aanwezigheid van een grote groep inwoners met de Duitse nationaliteit en door de economische banden tussen Vaals en Aken, blijft de positie van het Duits sterk.

## Natuur, erfgoed, bezienswaardigheden

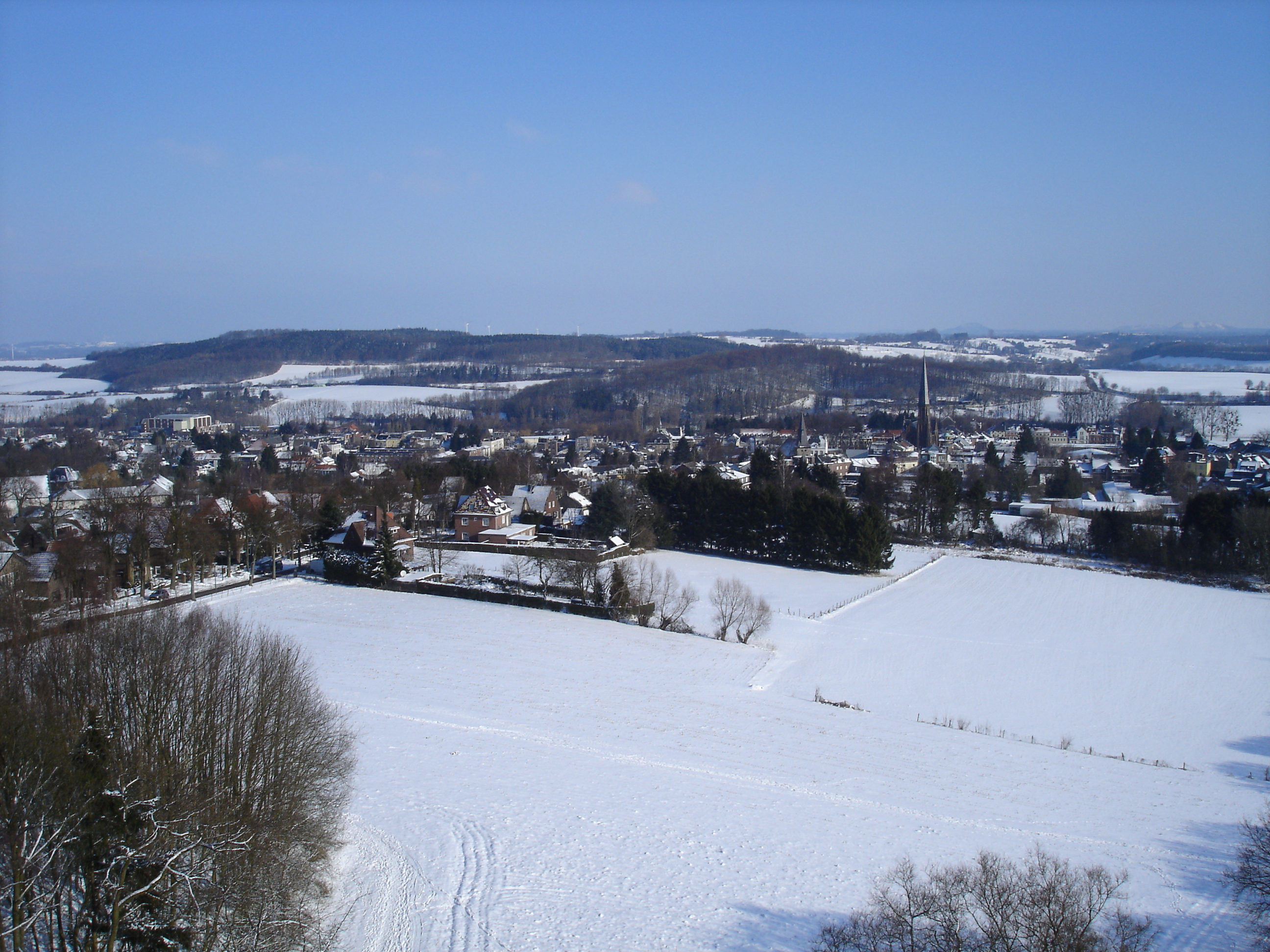
Uitzicht Vaalserberg

### Natuur
De gemeente Vaals is rijk aan natuurschoon. Het heuvelachtige gebied tussen Vaals en Gulpen werd in 2005 door de stichting Natuur & Milieu uitgekozen als mooiste landschap van Nederland, bekroond met 5 sterren. In 2011 kreeg Vaals de kwalificatie Cittaslow-gemeente, een internationaal keurmerk voor gemeenten op het gebied van landschap, milieu, leefomgeving, infrastructuur, cultuurhistorie, streekproducten, gastvrijheid en behoud van identiteit.
Het Vijlenerbos is een hoog gelegen bos met een hoge natuurwaarde en een belangrijk recreatiegebied in Zuid-Limburg. In het bos bevinden zich enkele tumuli die duizenden jaren oud zijn (Grafheuvels Vijlenerbos en Grafheuvel Vaalserberg). Het Bokkebosje is een markant uitzichtspunt nabij de Vaalserberg. In de gemeente zijn een groot aantal fiets- en wandelroutes uitgezet. Voor vakantiegangers is de ANWB-Mergellandroute een geliefde route door het Limburgse Heuvelland met een lengte van ca. 110 kilometer voor automobilisten en motorrijders, of ca. 125 kilometer voor fietsers.

### Beschermde dorpsgezichten

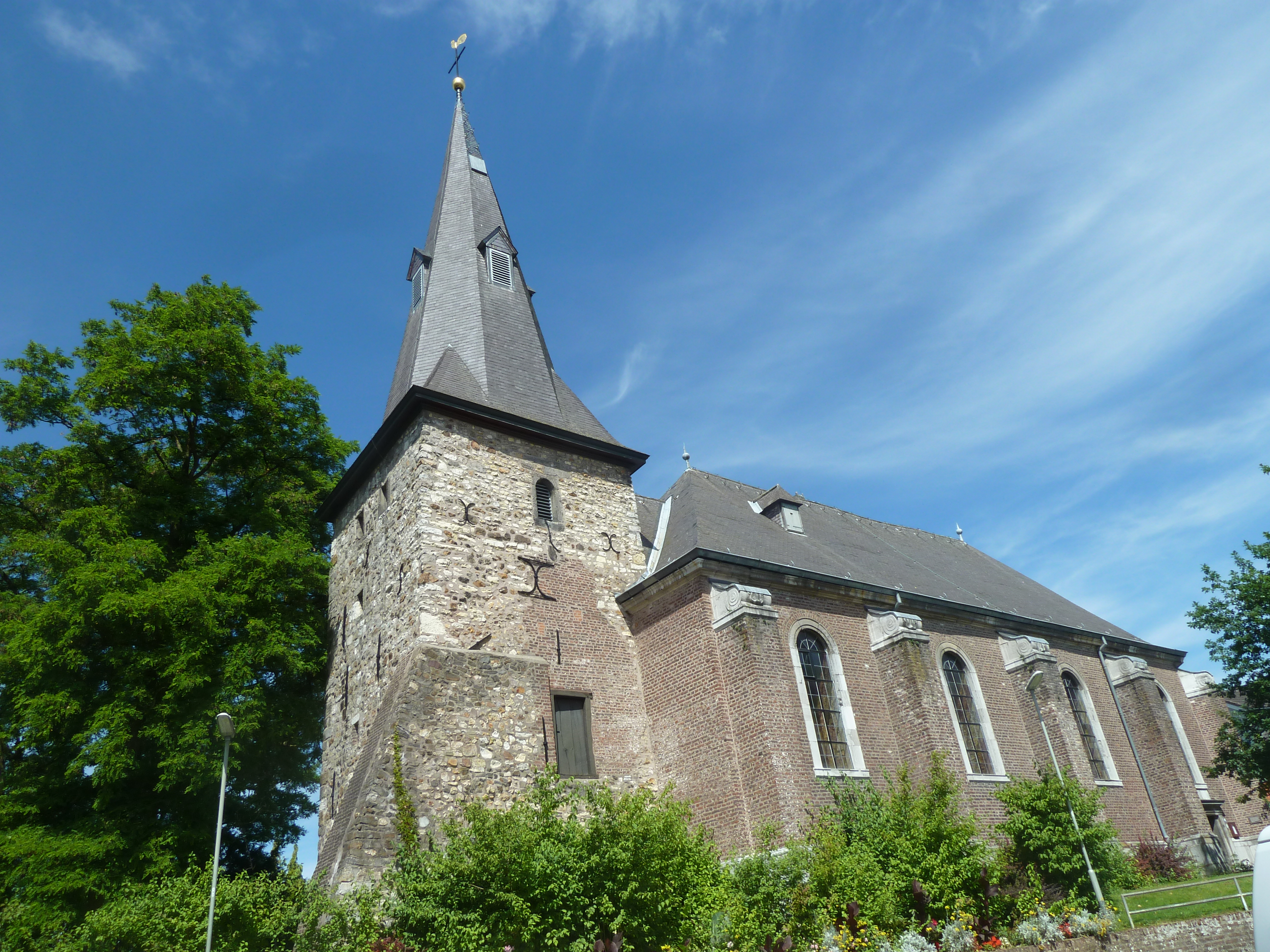
Hervormde kerk met middeleeuwse toren

Het centrum van Vaals is sinds 1969 een beschermd dorpsgezicht, dat in 1993 met enkele straten werd uitgebreid. Daarnaast genieten een viertal andere dorpsgezichten binnen de gemeente rijksbescherming.

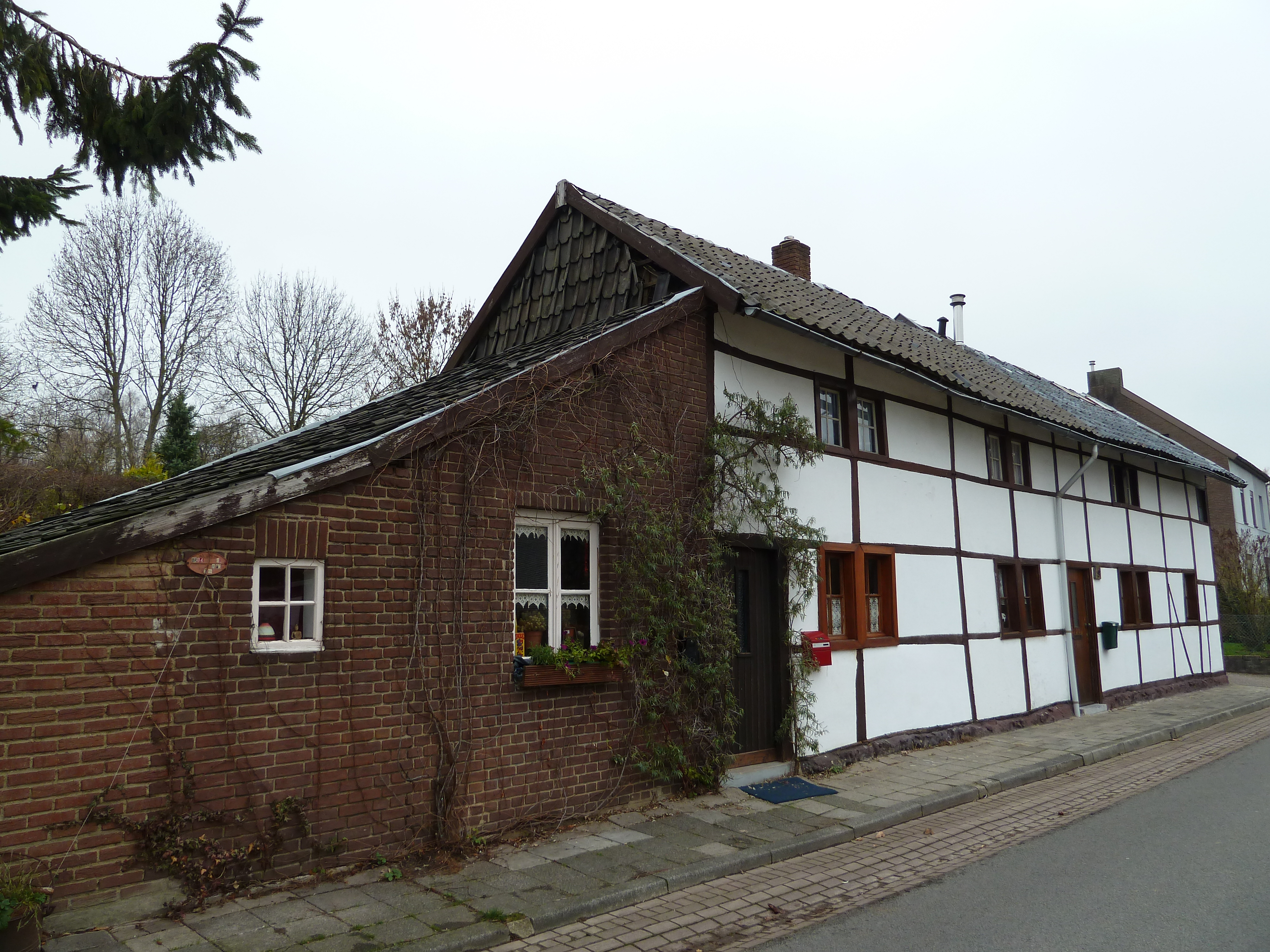
Dorpsgezicht Raren
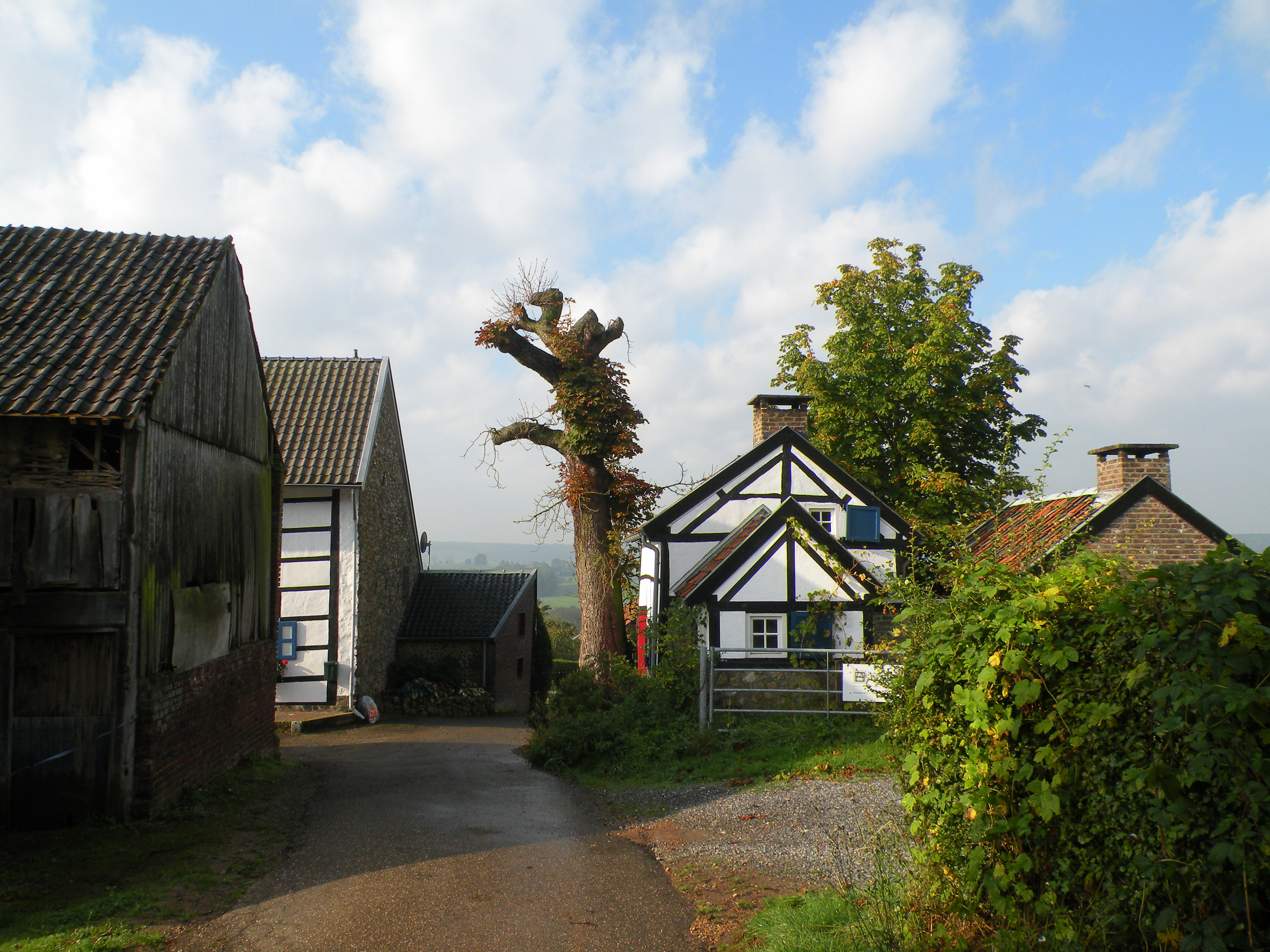
Dorpsgezicht Camerig
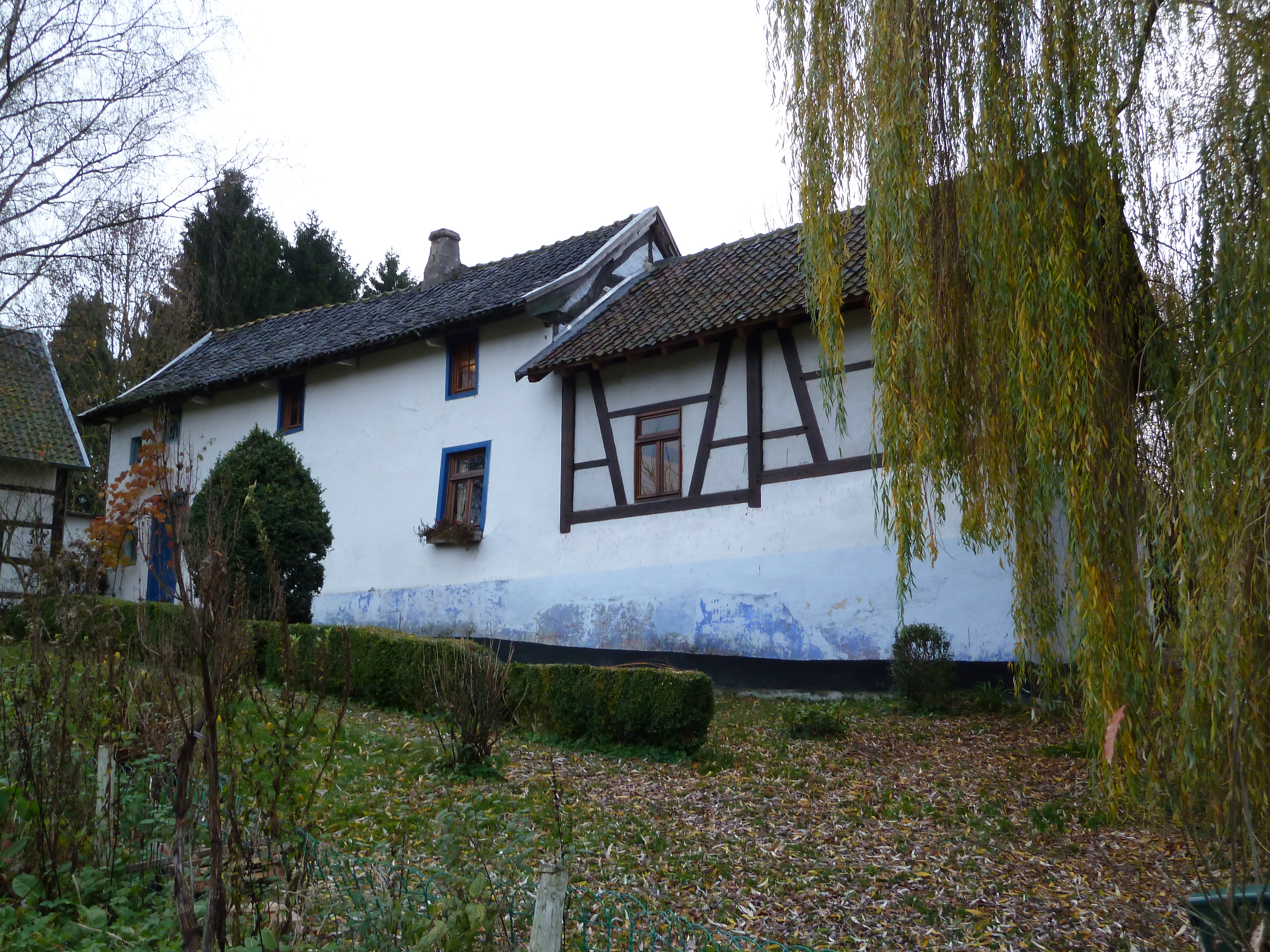
Dorpsgezicht Lemiers
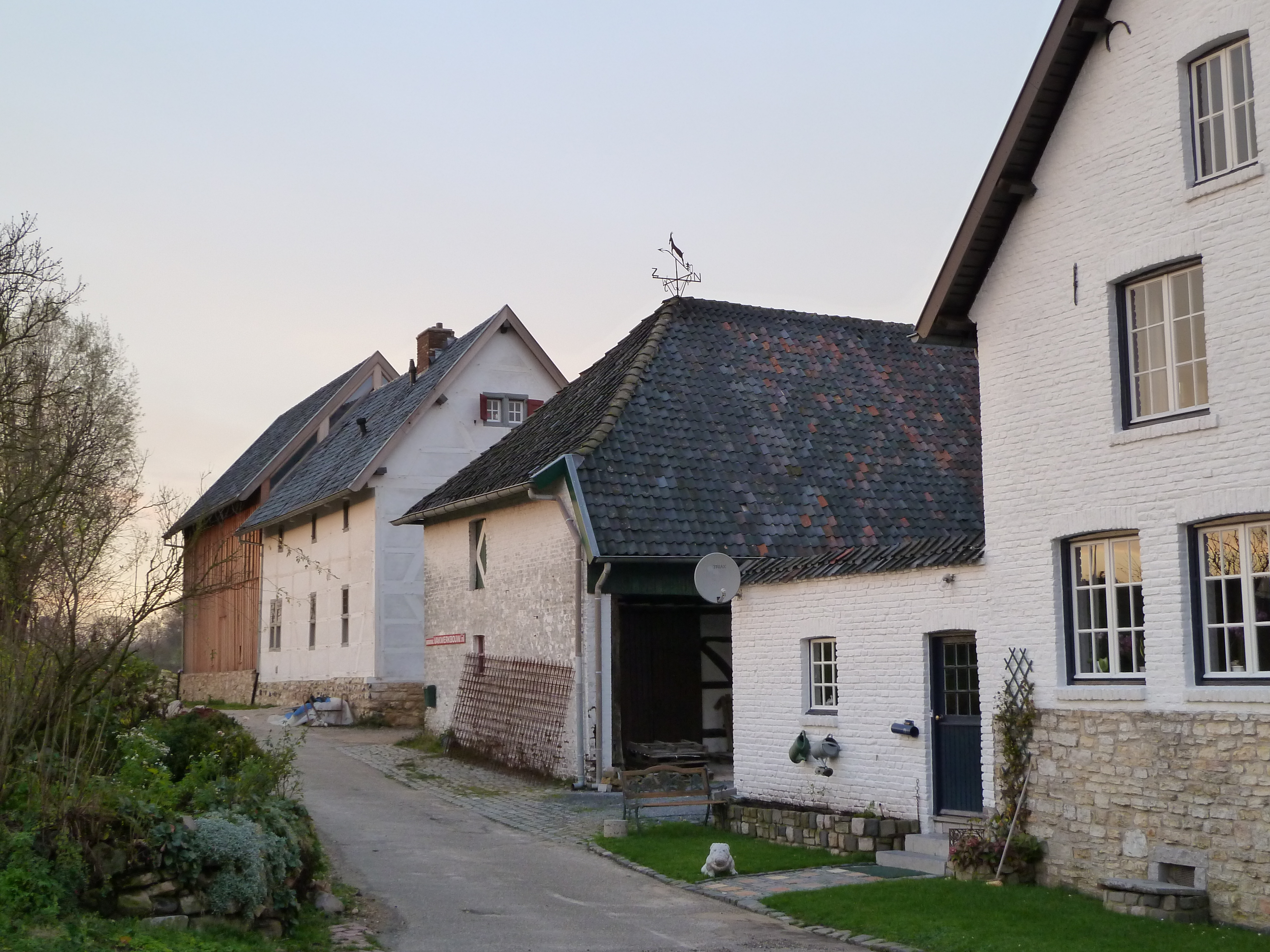
Dorpsgezicht Mamelis

### Rijksmonumenten
In de gemeente Vaals bevinden zich 169 rijksmonumenten, waarvan er 70 in het dorp zelf gelegen zijn. Onder de rijksmonumenten bevinden zich kerken, kloosters, kastelen, villa's, herenhuizen, vakwerkhuizen, carréboerderijen, voormalige fabrieksgebouwen en enkele archeologische monumenten.

#### Kerken en kloosters
In de dorpskern van Vaals bevinden zich enkele interessante kerken en kapellen. In het voormalige klooster van de Camillianen is het Museum Vaals (een heiligenbeeldenmuseum) gevestigd. De moderne Sint-Jozefkerk (in een nieuwbouwwijk) is gesloopt.
- De hervormde kerk van Vaals is in gebruik door de Protestantse Kerkgemeenschap Gulpen-Vaals. De kerk (17e eeuw, Pieter Post?) is op een achthoekige verhoging gebouwd en ligt op circa 215,17 meter boven NAP en is daarmee de hoogstgelegen kerk van Nederland. De middeleeuwse toren is een restant van de oudste parochiekerk van Vaals.
- De voormalige Lutherse kerk uit 1736 is in gebruik als museum (De Kopermolen) en cultureel centrum.
- De laat-17e-eeuwse Waalse kerk is een onopvallend, enigszins verscholen liggend bouwwerk, dat bovendien in de loop der tijd sterk verminkt is.
- De katholieke Sint-Pauluskerk is een kruisbasiliek uit 1892-1893, ontworpen door architect Johannes Kayser in neogotische stijl. Deze kerk ligt op circa 208,53 meter en is daarmee de hoogstgelegen katholieke kerk van Nederland.

Buiten het dorp Vaals kunnen genoemd worden:
- De zeer oude Sint-Catharinakapel was de eerste dorpskerk van Lemiers. Nadat deze te klein was geworden, werd in de 19e eeuw de neogotische Sint-Catharina en Luciakerk gebouwd.
- De H.H. Lambertus en Genovevakerk in Holset is een vroegmiddeleeuws zaalkerkje dat vanaf de 12e eeuw in fasen werd verlengd en verhoogd.
- De neogotische Sint-Martinuskerk in Vijlen is omstreeks 1860 gebouwd naar een ontwerp van de van oorsprong Duitse architect Carl Weber.
- De moderne Abdij Sint-Benedictusberg bij Mamelis trekt veel bezoekers vanwege de bijzondere architectuur (Dom Hans van der Laan) en de gregoriaanse zang van de monniken.

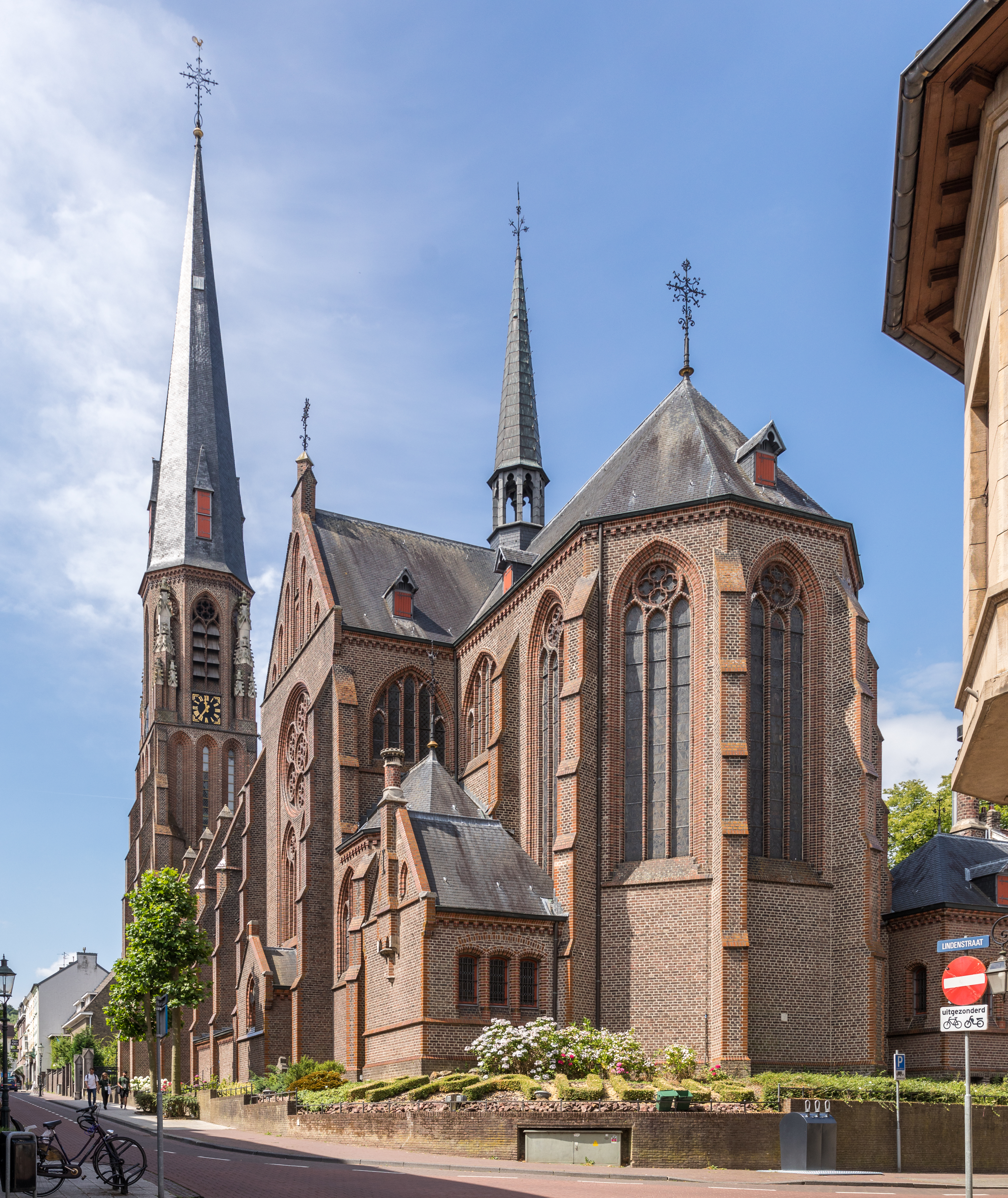
Sint-Pauluskerk, Vaals
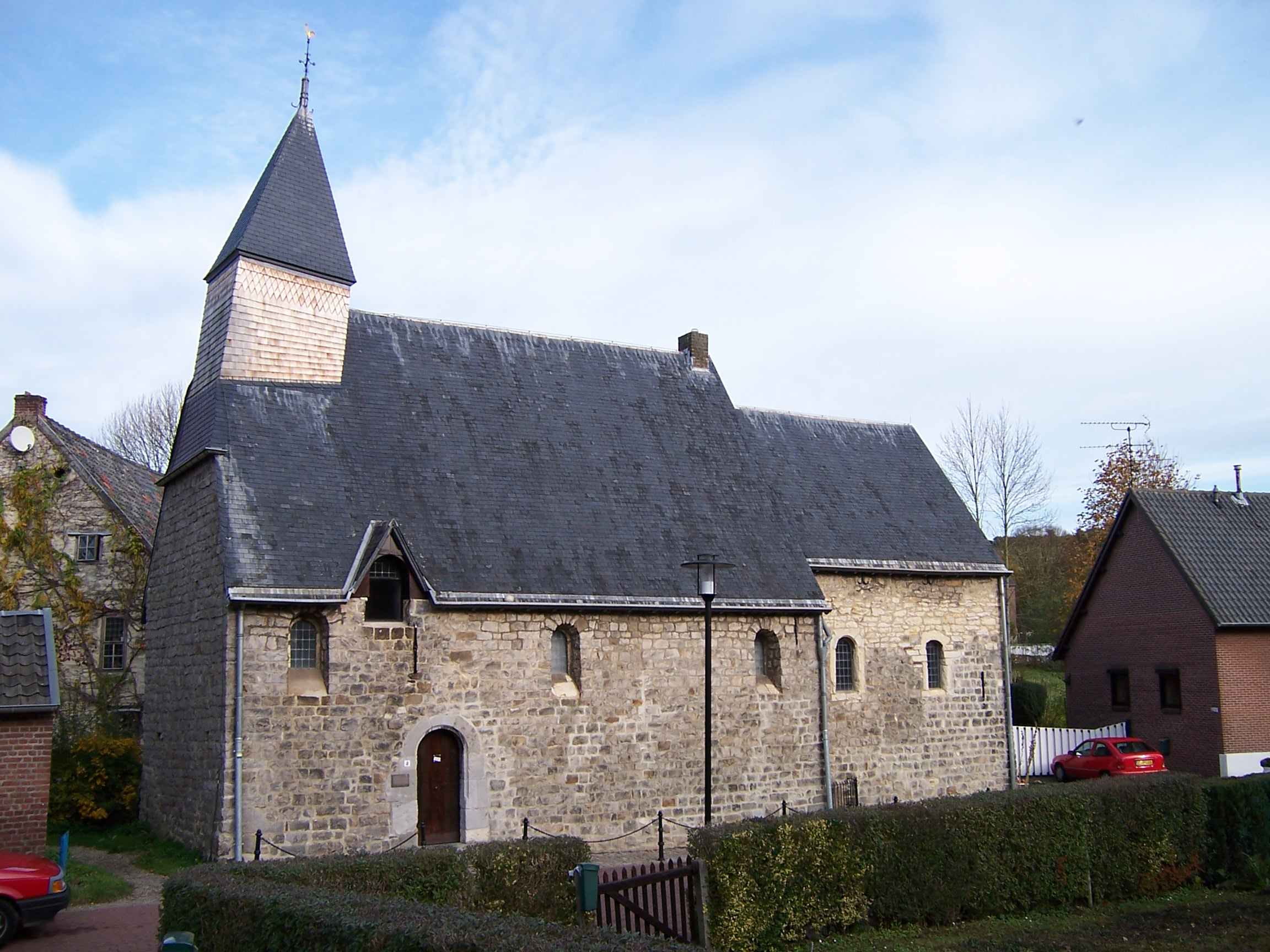
Catharinakapel, Lemiers
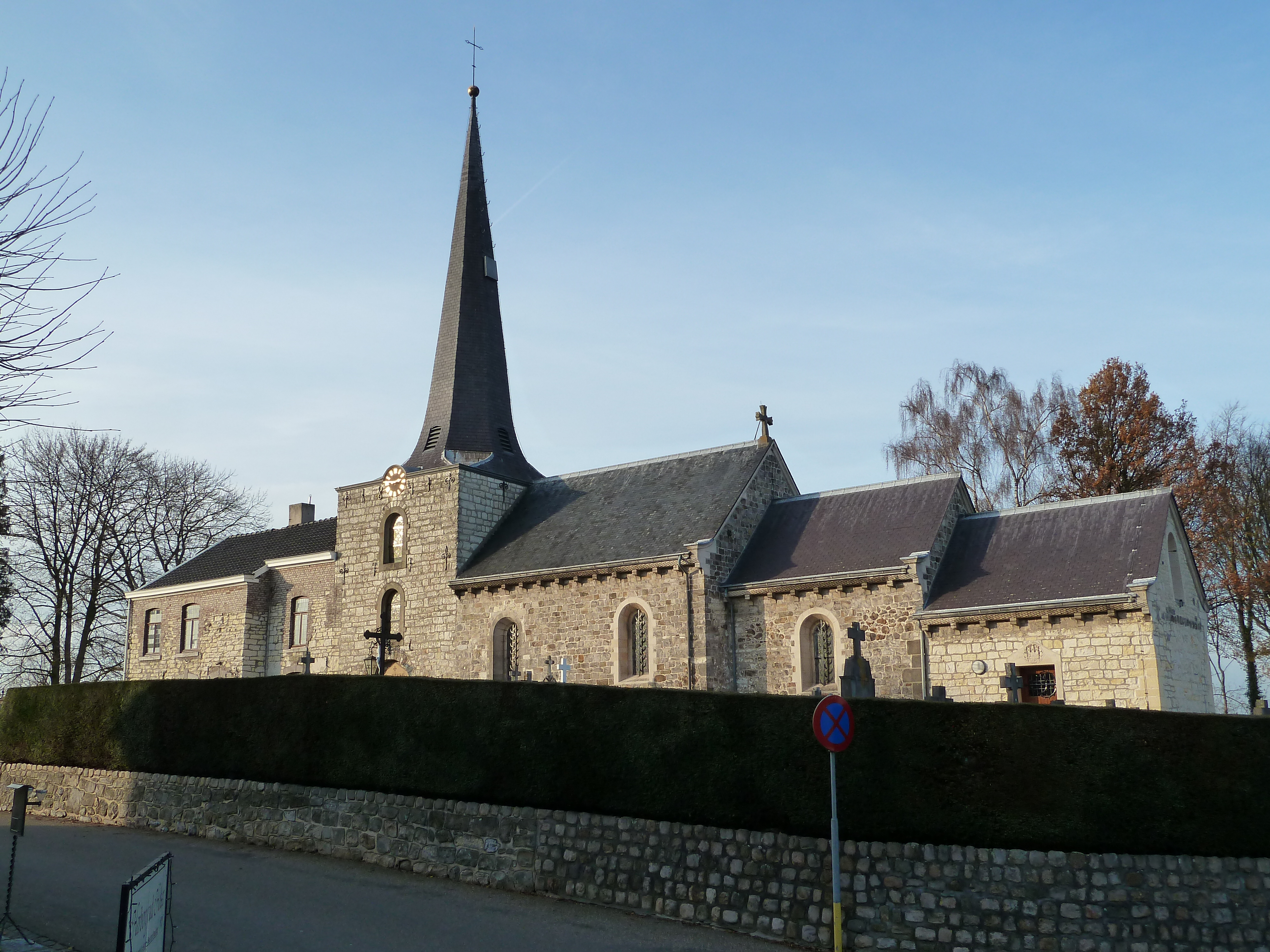
Parochiekerk, Holset
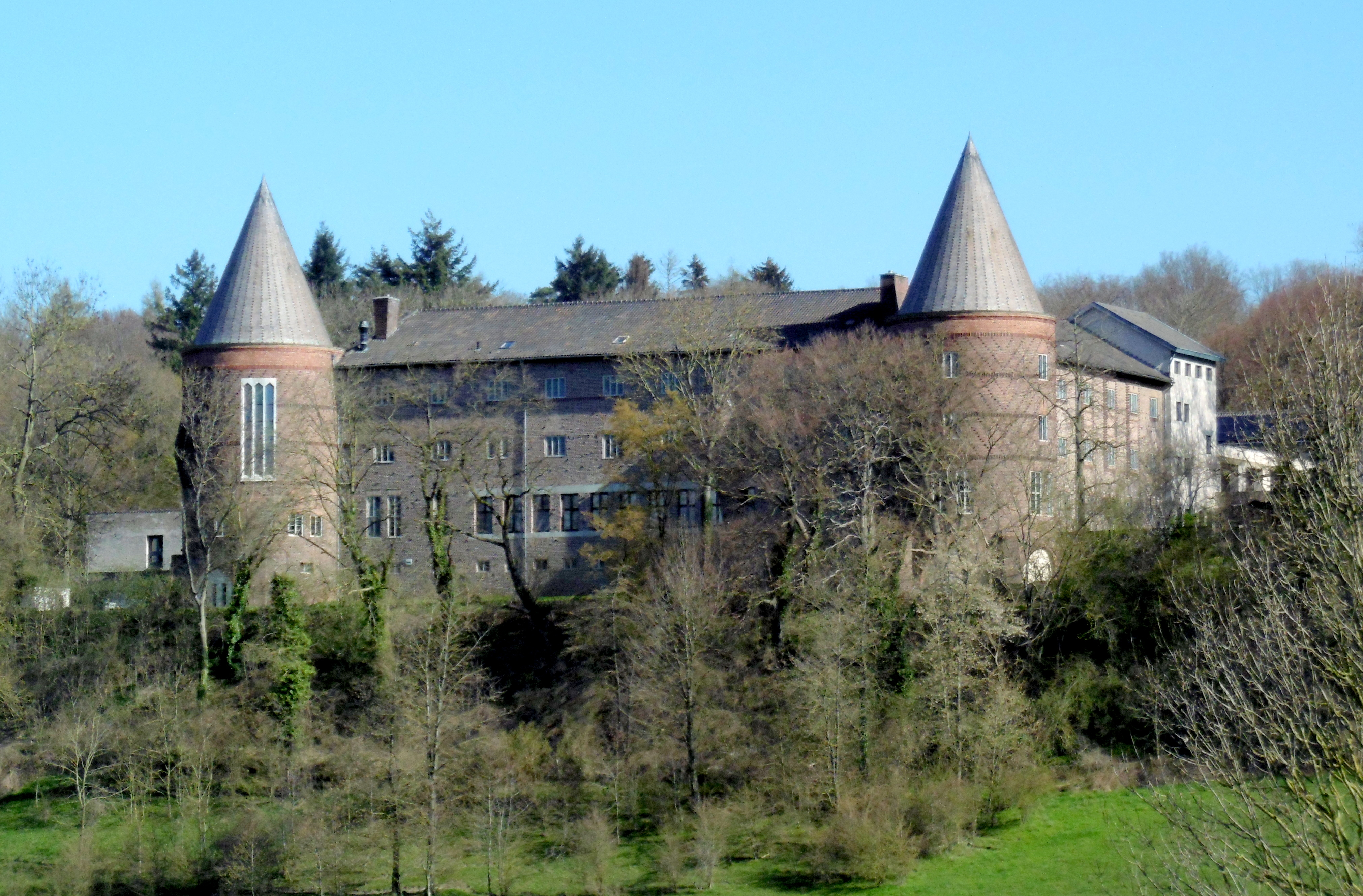
Abdij van Mamelis

#### Niet-religieuze gebouwen

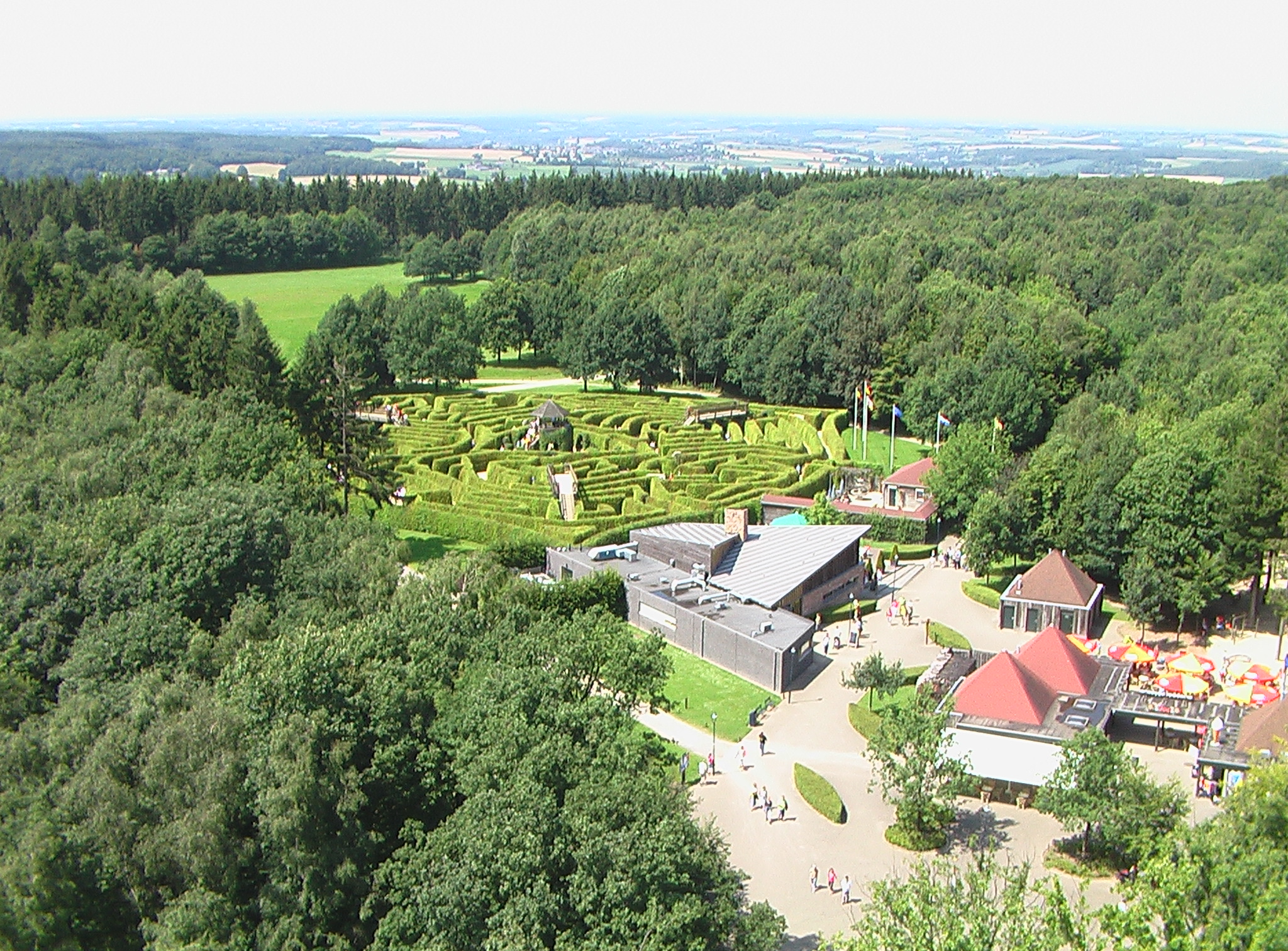
Drielandenpunt

- Het Von Clermonthuis in Vaals, gebouwd in 1761 naar een ontwerp van de Akense bouwmeester Joseph Moretti, was een textielfabriek en het oorspronkelijke woonhuis van Johann Arnold von Clermont. Het is na restauraties en verbouwingen sinds 1979 in gebruik als gemeentehuis van Vaals. In 2005 heeft opnieuw een verbouwing plaatsgevonden, waardoor de hoofdingang thans op de prachtige binnenplaats is gelegen.
- Kasteel Vaalsbroek met bijbehorend park kwam in de 18e eeuw in handen van de familie Von Clermont. Deze lieten het oorspronkelijke middeleeuwse kasteel grondig verbouwen door Joseph Moretti. De watermolen naast het kasteel, de Vaalsbroekermolen, dateert van 1765. Vaalsbroek maakt deel uit van de Nederlandse hotelketen Bilderberg. Op het terrein ligt een bijzonder mausoleum, eveneens door Moretti ontworpen.
- Het huis Bloemendal (Schloss Blumenthal), voormalig buitenverblijf van de Von Clermonts, gebouwd door Joseph Moretti in de late 18e eeuw. In de 19e en 20e eeuw was Bloemendal een kostschool. Er is een hotel in gevestigd. Nabij kasteel Bloemendal ligt in het park de oude begraafplaats voor de geestelijken van het klooster Bloemendal. Vlakbij, in een vijver aan de Beemderlaan, staat de Obelisk van Vaals, waarmee Johan Arnold von Clermont in 1790 het eindpunt van zijn uitgestrekte bezittingen markeerde. Uit diezelfde tijd stamt ook de Schuurmolen, een watermolen die werd ingezet bij de naaldenproductie.
- De hoeve Sint-Adalbert (in dialect: Sankt Tolbert) behoorde ooit toe aan het Akense Sint-Adelbertstift. Aan deze hoeve heeft de Vaalser Heemkundekring Sankt Tolbert zijn naam ontleend.
- Ook elders in de gemeente liggen monumentale carréboerderijen en vakwerkhuizen. Voorbeelden zijn het Panhuis en de Munnikenhof in Vijlen, de Mamelishoeve in Mamelis, de hoeve Einrade en het Panhuis in Holset, de Hof in Harles en de Bellethoeve en de vakwerkboerderij Cottessen 5 in Cottessen.

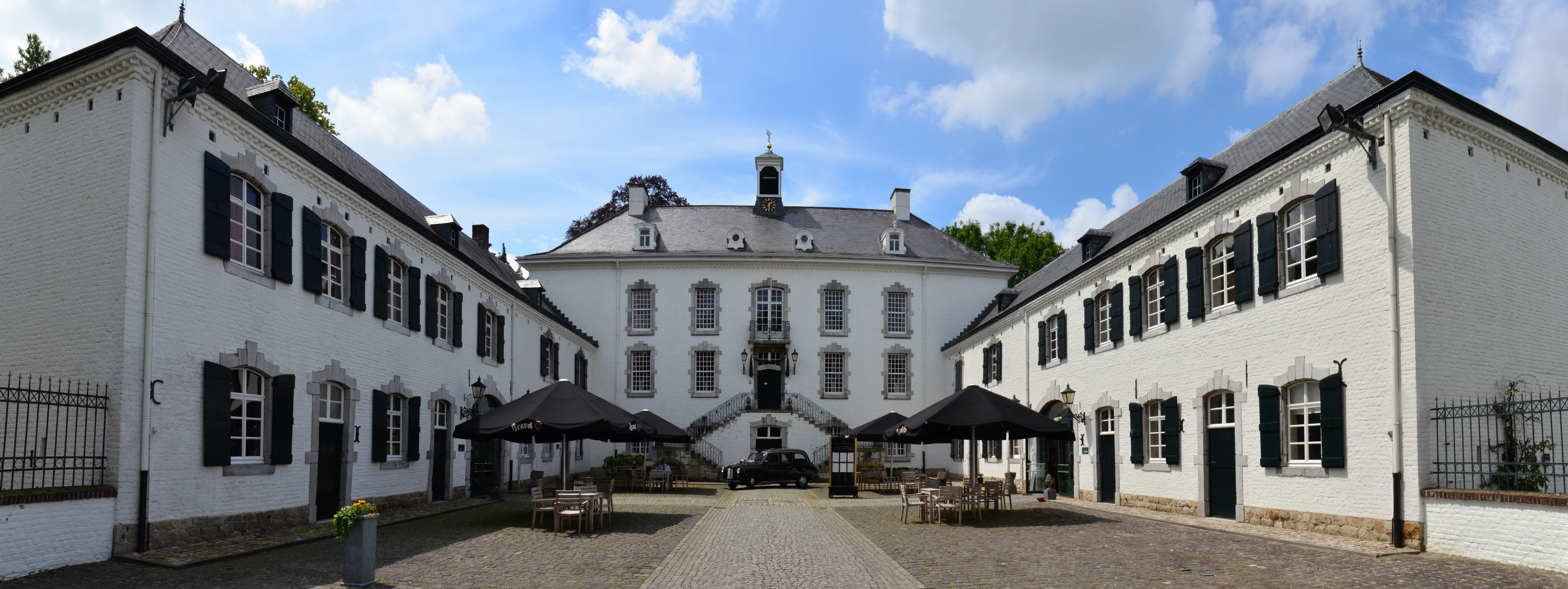
Kasteel Vaalsbroek
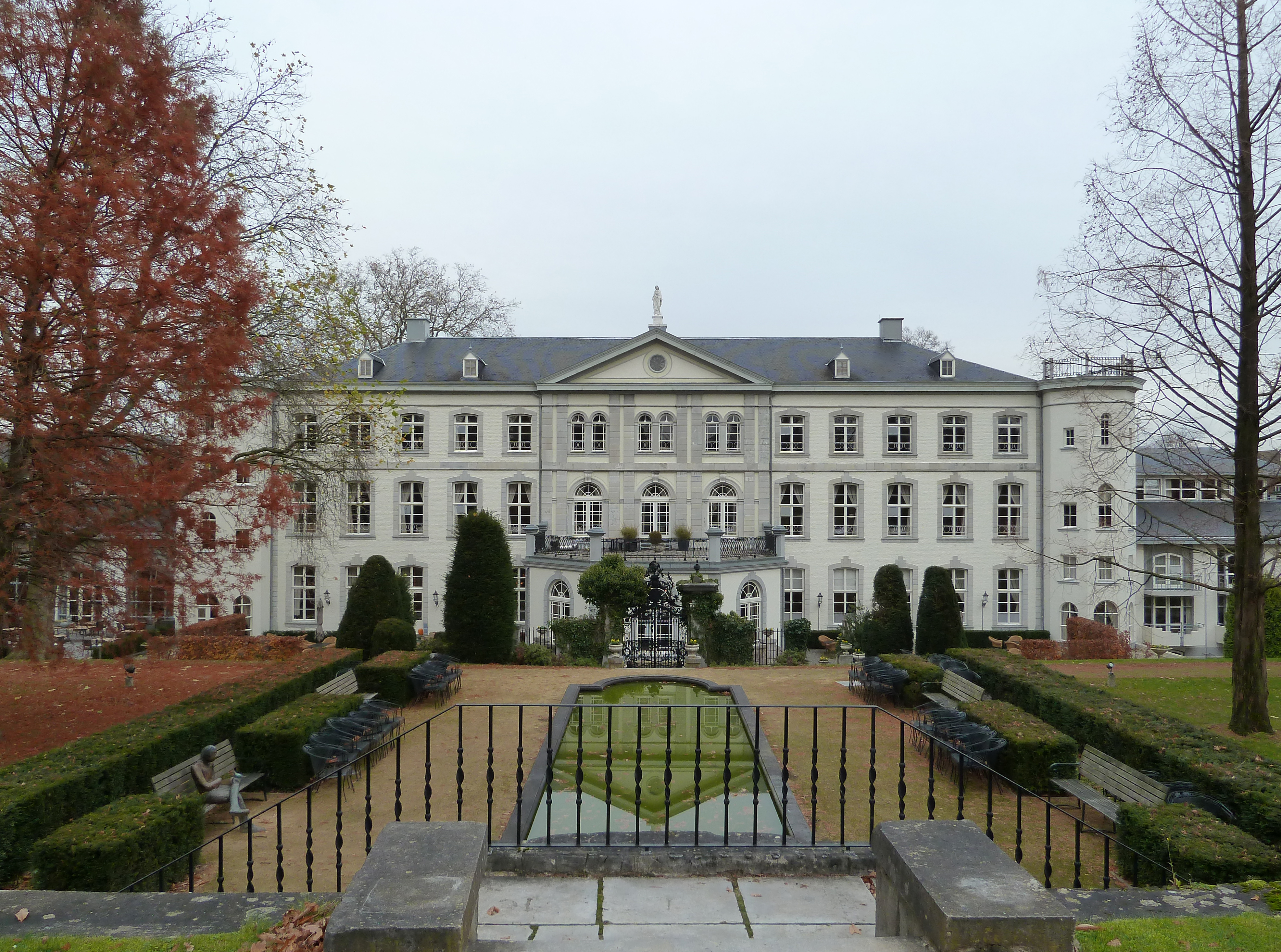
Kasteel Bloemendal
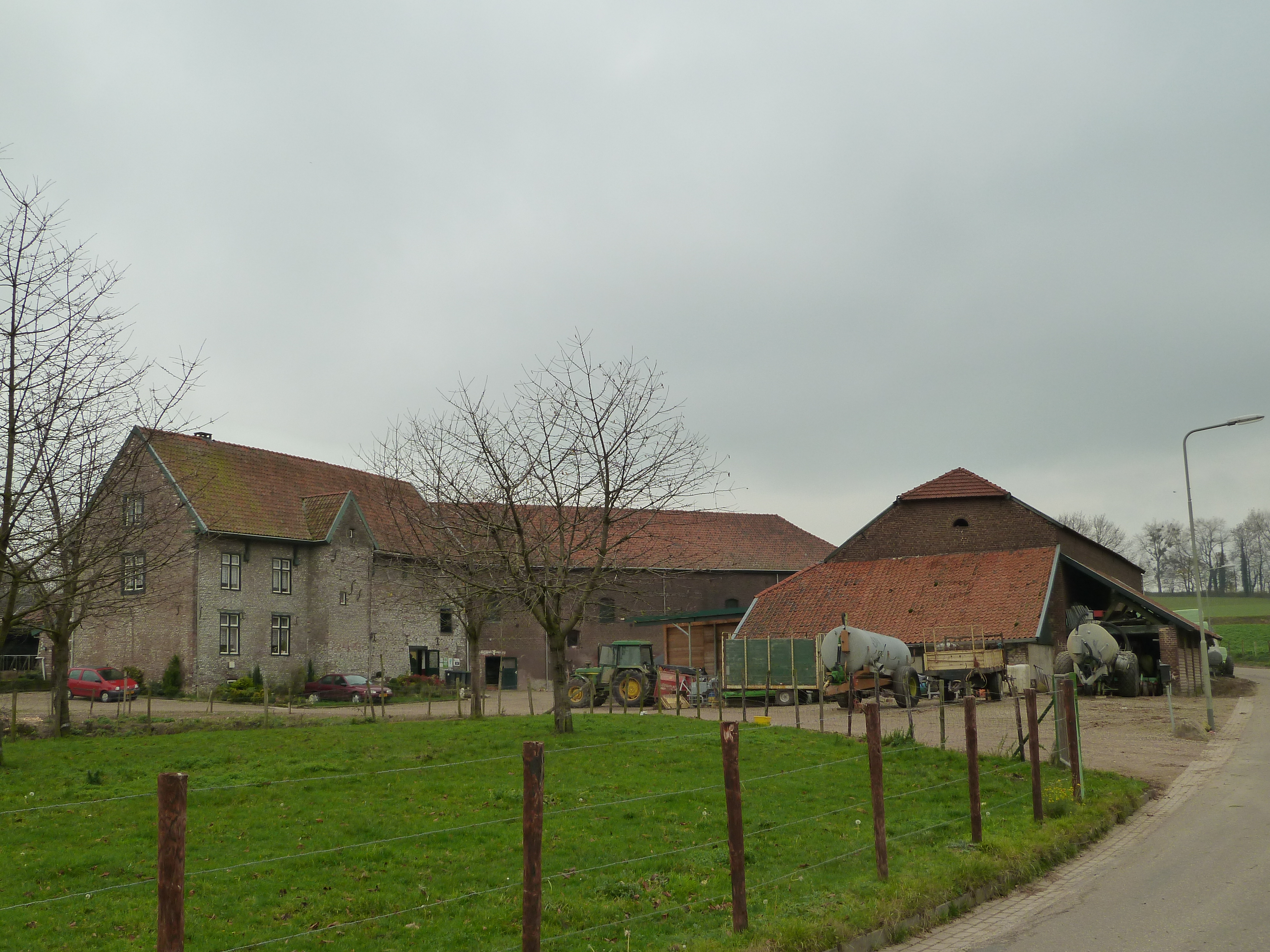
Munnikenhof, Vijlen
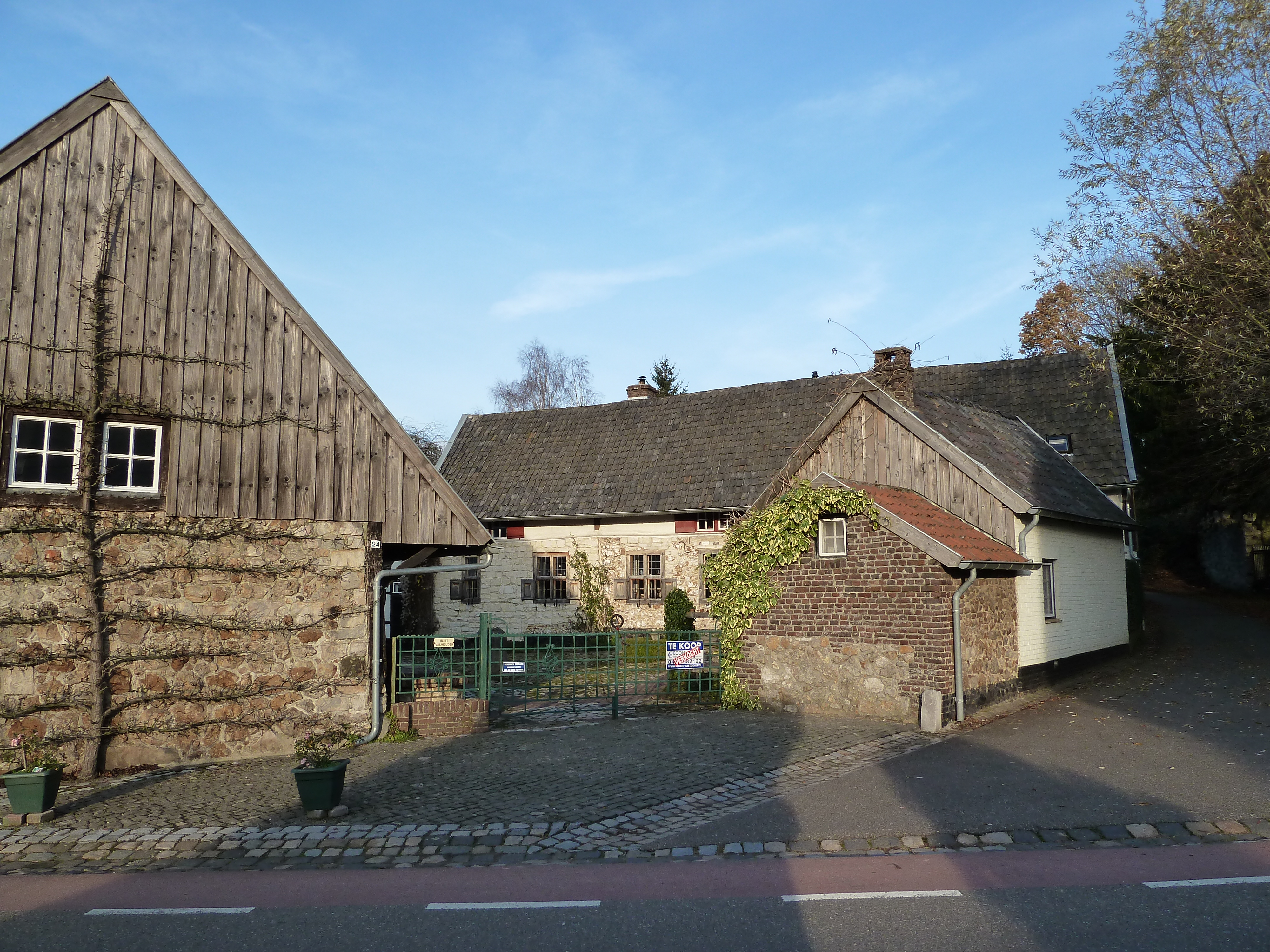
Panhuis, Holset

### Overige bezienswaardigheden
- De Vaalserberg is het hoogste punt van Nederland. De helling vanuit Vaals is gemiddeld zo'n 5%, met een steiler stuk van 9%. Aan Belgische zijde is er een afdaling richting Gemmenich met mooie haarspeldbochten. In de afdaling kan men de spoorlijn tussen Luik en Aken zien liggen die via de Gemmenichertunnel door de Vaalserberg gaat. Deze tunnel werd in 1872 in gebruik genomen.
- Boven op de Vaalserberg ligt het welbekende Drielandenpunt. Op dit geografische punt, slechts enkele tientallen meters verwijderd van het hoogste punt van het Nederlandse vasteland, komen de grenzen van drie landen samen: Nederland, België en Duitsland. De drie grenspalen staan op Nederlands grondgebied (het zogenaamde 'toeristische drielandenpunt'); het 'echte drielandenpunt' ligt ongeveer 30 meter zuidwaarts en bestaat uit een 8-hoekige hardstenen grenspaal, grenspaal nummer 193. De paal heeft nog een tweede nummer, 1032, omdat het tevens de laatste grenspaal is van de grens tussen België en Duitsland. Bij het Drielandenpunt bevinden zich verder de Wilhelminatoren, de Koning Boudewijntoren, het Labyrint Drielandenpunt en een Vliegermonument.
- Van de middeleeuwse grensstenen met het Rijk van Aken resten er 20, waarvan een aantal bij de gemeentegrens van Vaals. Nummer 16 staat op de Schornkopf, in de buurt van de Wilhelminatoren. Nummer 17 staat bij de Kleine Wacht aan de Akenerstraat in Vaals. Nummer 18 staat tegen een muur van het historisch kerkje van Oud-Lemiers. Nummer 19 staat in het Mamelisser Loch. Nummer 20, die op 15 april 2000 door heemkundige Hans Hermans, tussen een hoop puin in de buurt van het toen in aanbouw zijnde industriepark Avantis gevonden werd, staat thans naast de officiële staatkundige grenspaal met NL/D nummer 212.
- In de gemeente Vaals bevinden zich enkele oorlogsmonumenten (zie Lijst van oorlogsmonumenten in Vaals).

## Verkeer en vervoer
De gemeente Vaals wordt doorsneden door de provinciale weg N278, die na de grensovergang overgaat in de Duitse Bundesstraße B1. De Randweg van Vaals ontsluit sinds de jaren 90 de Vaalserberg aan de westkant van het dorp.
Vaals is niet aangesloten op het spoorwegnet. Openbaar vervoer vindt plaats via diverse buslijnen. Gezien de oriëntatie op Aken is het niet vreemd dat Vaals geïntegreerd is in het Akense stadsnet (inclusief het nachtnet). Ook is er een busverbinding met België.

## Economie
Een groot deel van de beroepsbevolking in de gemeente Vaals werkt over de grens in het naburige Aken. In de landelijke gebieden zorgen de landbouw en natuurbeheer voor enige werkgelegenheid. De dorpskern van Vaals is een belangrijk winkelgebied, alhoewel het aantal Duitse klanten, dat in de jaren 1950-70 een piek bereikte, sterk is afgenomen. Om het centrum aantrekkelijker te maken, is door de architect Jo Coenen een masterplan ontwikkeld, dat vanaf 2010 in uitvoering is. Daarnaast is het toerisme een belangrijke factor in de lokale economie met onder andere diverse hotels, kampeerterreinen, een groot Landal GreenParks vakantiepark en diverse toeristische voorzieningen rondom het Drielandenpunt Vaals. Een aantal evenementen spelen op het toerisme in, waaronder Kunstroute Vaals en Kunstmaand Vaals.
Het gemiddeld inkomen in de gemeente bedroeg volgens het Centraal Bureau voor de Statistiek in 2006 € 11.700 per inwoner, lager dan het Nederlands gemiddelde en lager dan de buurgemeenten Gulpen-Wittem en Simpelveld. Het aantal WW-uitkeringen in 2007 bedroeg 29 per 1000 inwoners. De gemeente Vaals scoort structureel laag in de door het CBS en het Sociaal en Cultureel Planbureau gepubliceerde lijst van armste gemeenten van Nederland. In 2009 stond de gemeente Vaals, na Amsterdam, op de tweede plaats van deze 'armoedeladder'. In 2013 stond de gemeente op de vijfde plaats en zou – volgens het onderzoek – 13,7 % van de Vaalser huishoudens (bijna één op de zeven) onder de armoedegrens leven. Na een aanvullend onderzoek van de regionale krant De Limburger bleek dat bij de berekeningen het inkomen van de inwoners die in Duitsland werken (ongeveer een kwart van de Vaalser beroepsbevolking) niet was meegenomen, aangezien deze geen belasting afdragen in Nederland. Het gemiddelde inkomen in Vaals ligt om die reden een stuk hoger dan hiervoor aangegeven. Dat de CBS-cijfers niet kloppen zou ook blijken uit het stabiele aantal bijstandsgerechtigden in Vaals (301) en de relatief lage instroom in de WW.

## Bestuur en politiek

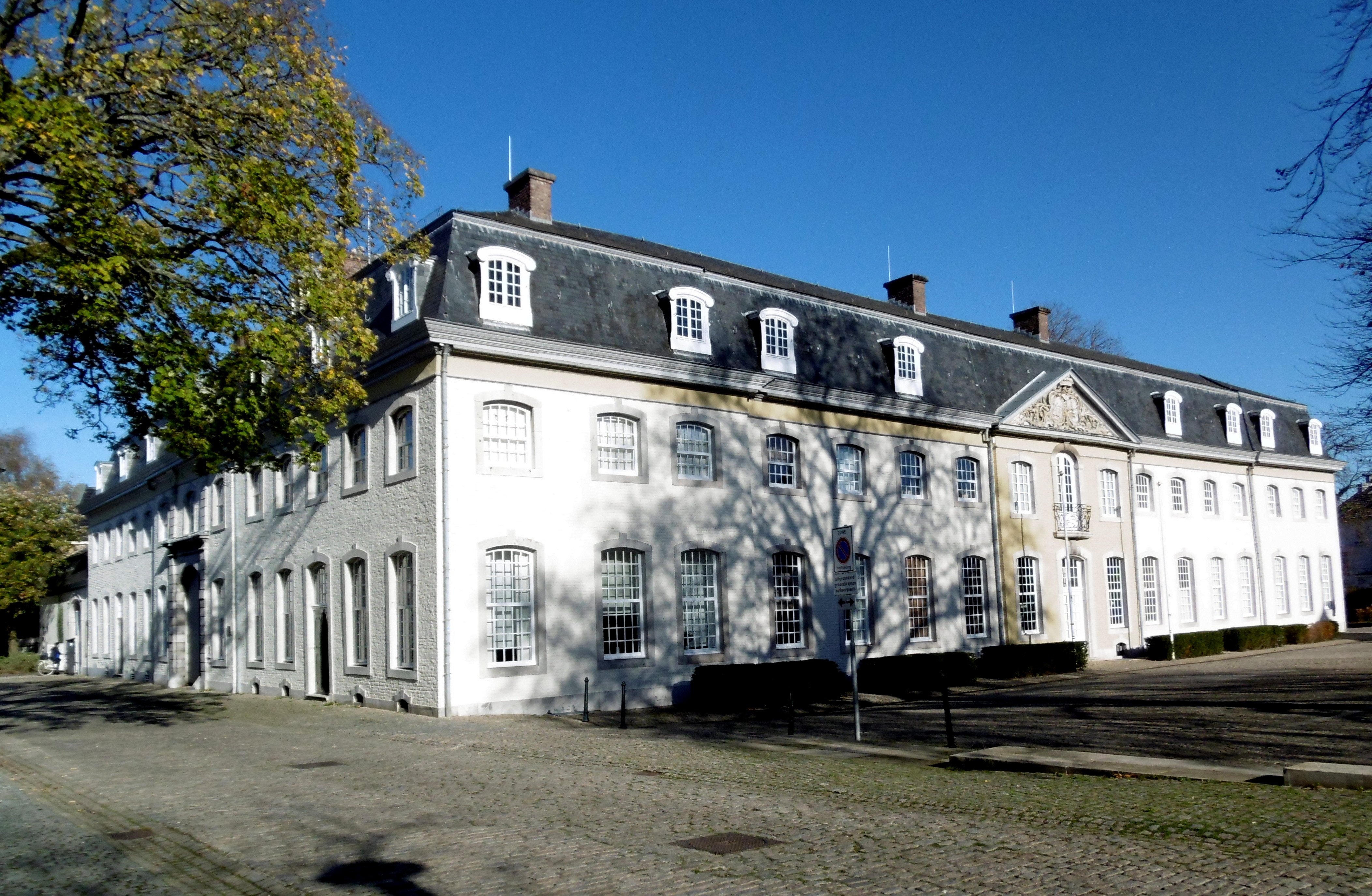
Het gemeentehuis van Vaals aan het Von Clermontplein

### Bestuur
Het bestuur van de gemeente Vaals zetelt in het historische Von Clermonthuis aan het Von Clermontplein in het centrum van Vaals. Hier vinden ook de gemeenteraadsvergaderingen plaats. Burgemeester Harry Leunessen is sinds 2020 voorzitter van de gemeenteraad en het college van burgemeester en wethouders. De wethouders zijn: Jean-Paul Kompier (tevens locoburgemeester (Lokaal!)), Juliette Verbeek (het Alternatief), Erika Jaegers (CDA) en Alain Hamaekers (Nuj Lies).

### Gemeenteraad
De gemeenteraad van Vaals bestaat sinds 2022 (weer) uit 15 zetels. Hieronder staat de samenstelling van de gemeenteraad sinds 1998:
| Gemeenteraadszetels                     | Gemeenteraadszetels | Gemeenteraadszetels | Gemeenteraadszetels | Gemeenteraadszetels | Gemeenteraadszetels | Gemeenteraadszetels |      |
| Partij                                  | 1998                | 2002                | 2006                | 2010                | 2014                | 2018                | 2022 |
| --------------------------------------- | ------------------- | ------------------- | ------------------- | ------------------- | ------------------- | ------------------- | ---- |
| CDA                                     | 4                   | 5                   | 5                   | 3                   | 3                   | 3                   | 3    |
| Het Alternatief                         | -                   | -                   | -                   | -                   | -                   | 1                   | 3    |
| Visie Vaals (ViVa)                      | -                   | -                   | -                   | -                   | -                   | -                   | 3    |
| Lokaal!                                 | -                   | -                   | -                   | -                   | 3                   | 2                   | 2    |
| PvdA                                    | 6                   | 4                   | 3                   | 3                   | 2                   | 2                   | 2    |
| Nuj Lies Vroemen                        | -                   | -                   | -                   | -                   | -                   | 2                   | 2    |
| Fractie Scheffers-Vrij en Onafhankelijk | 2                   | 3                   | 2                   | 3                   | 4                   | 3                   | -    |
| Betaalbaar en Duurzaam Vaals            | -                   | -                   | -                   | 2                   | 1                   | -                   | -    |
| Burgerbelangen                          | 1                   | 2                   | 4                   | 1                   | -                   | -                   | -    |
| Pro Vaals                               | -                   | -                   | -                   | 1                   | -                   | -                   | -    |
| VVD                                     | 1                   | 1                   | 1                   | -                   | -                   | -                   | -    |
| JONG                                    | -                   | -                   | -                   | -                   | -                   | -                   | -    |
| Overigen                                | 1                   | -                   | -                   | -                   | -                   | -                   | -    |
| Totaal                                  | 15                  | 15                  | 15                  | 13                  | 13                  | 13                  | 15   |

## Sport, recreatie en verenigingsleven
Vanwege het heuvelachtige karakter worden diverse beklimmingen in de gemeente Vaals regelmatig opgenomen in nationale en internationale wielerkoersen. De Amstel Gold Race deed vaak de Vaalserberg aan, maar startte of finishte er nooit. In 1949 was Vaals start- en finishplaats in de Ronde van Nederland. In 2009 werd de laatste rit van Olympia's Tour in Vaals verreden, de start en de finish waren in Vaals. In 2017 en 2018 was start en de finish van de eerste etappe van de Hammer Series in Vaals.
De gemeente Vaals heeft twee voetbalverenigingen, RKVV Vijlen en Rood Groen LVC '01. De laatste is een fusieclub van RKSV Wit Groen VC uit Vaals en RKVV Lemirsia uit Lemiers. Beide clubs spelen in het KNVB district Zuid II. Vaals heeft een wielervereniging met de naam TWC Vols. Sinds 2017 is de Vaalserberg het decor van de wielerwedstrijd Hammer Series bij het onderdeel 'The Climb'.